# Präsidium des 7. Deutschen Bundestages

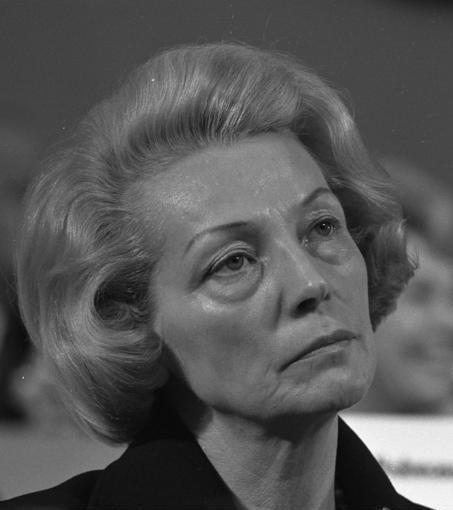
Bundestagspräsidentin Annemarie Renger

Das Präsidium des 7. Deutschen Bundestages bestand aus der Bundestagspräsidentin Annemarie Renger (SPD) sowie den vier Vizepräsidenten Hermann Schmitt-Vockenhausen (SPD), Kai-Uwe von Hassel (CDU), Richard Jaeger (CSU) und Liselotte Funcke (FDP). Annemarie Renger war die erste Frau und die erste Sozialdemokratin im Amt des Bundestagspräsidenten.

## Wahl der Präsidentin des Bundestages
Die Wahl des Bundestagspräsidenten fand in der konstituierenden Sitzung des am 19. November 1972 neu gewählten Bundestags am 13. Dezember 1972 statt. Den Wahlvorgang leitete der Alterspräsident und Altbundeskanzler Ludwig Erhard (CDU). Da die SPD nach der Bundestagswahl stärkste Fraktion geworden war, hatte sie traditionell das Recht, den Bundestagspräsidenten zu stellen. Der SPD-Fraktionsvorsitzende Herbert Wehner schlug Annemarie Renger vor. Sie erhielt 438 der 516 abgegebenen Stimmen, was 84,88 % entsprach.

## Wahl der Vizepräsidenten
Die Wahl der Vizepräsidenten fand im Anschluss an die Wahl der Präsidentin statt. Es waren die bisherigen Vizepräsidenten Richard Jaeger (CSU), Hermann Schmitt-Vockenhausen (SPD) und Liselotte Funcke (FDP) sowie der bisherige Bundestagspräsident Kai-Uwe von Hassel (CDU) vorgeschlagen worden. Die Vorgeschlagenen wurden in einem zusammengefassten Wahlgang mit großer Mehrheit gewählt.